# Metilsulfonilmetano

Nombre IUPAC: (Metanosulfonil)metano

El metilsulfonilmetano (MSM o azufre orgánico) es un compuesto orgánico de azufre. De una forma abundante y concentrado se encuentra en las articulaciones, pelo, piel y en las uñas.

## Estructura y propiedades químicas
El MSM y el correspondiente sulfóxido, dimetilsulfóxido ((CH3)2SO, o DMSO), tienen diferentes propiedades físicas. MSM es un sólido cristalino blanco a temperatura ambiente (pf = 109 °C), mientras que el DMSO es típicamente un líquido (pf = 19 °C). El sulfóxido es un solvente aprótico altamente polar y es miscible con agua; También es un excelente ligando. MSM es menos reactivo que el DMSO porque el átomo de S de la sulfona ya se encuentra en su estado de oxidación más alto (VI). De hecho, la oxidación del sulfóxido produce la sulfona, tanto en condiciones de laboratorio como metabólicamente. 

## Uso médico y dietético
Aunque ningún gobierno ha aprobado ningún uso médico para los MSM, se han reclamado y estudiado diversos beneficios para la salud. Stanley W. Jacob informó haber administrado MSM a más de 18,000 pacientes con una variedad de enfermedades;  es coautor de un libro que promueve a los MSM con una variedad de afirmaciones, incluida una utilidad como fuente natural de "azufre biológicamente activo", lo que sugiere que las personas tienen deficiencias en tales formas de azufre en su ingesta alimentaria. No existe una ingesta dietética de referencia (DRI) o valor diario establecido para el azufre, aun así el azufre está presente en cebollas, ajos, legumbres, tomates, aguacate y otros vegetales y en alimentos que contienen proteínas, como nueces, semillas, leche y huevos (claras y yemas).
Las afirmaciones sobre la necesidad de suplementos de azufre se originan en Robert Herschler, un bioquímico que patentó "Usos dietéticos y farmacéuticos del metilsulfonilmetano y las composiciones que lo comprenden" en 1982; afirmó que el MSM era útil para el estrés, la inflamación de la membrana mucosa, las alergias y las afecciones gastrointestinales.
Además, en los casos que involucran terapias tópicas, el papel de MSM como agente activo, per se, frente a su función en la promoción de la permeación de la piel (de manera similar a su DMSO relativo al disolvente) debe caracterizarse/controlarse. Los efectos bioquímicos del metilsulfonilmetano suplementario son poco conocidos. Algunos investigadores han sugerido que MSM tiene efectos antiinflamatorios. El espectro de los efectos biológicos del dimetilsulfóxido (DMSO) y MSM difiere, pero los de DMSO pueden estar mediados, al menos en parte, por MSM. 

## Uso capilar anticaída
Según diferentes estudios científicos se ha comprobado como el metilsulfonilmetano (MSM o azufre orgánico) puede ser efectivo para luchar contra la perdida de cabello. Este nutriente actúa de manera clave en la salud capilar debido a su capacidad para mejorar la producción de colágeno, una proteína fundamental en la estructura de la piel, el cabello y las uñas. Tiene propiedades antiinflamatorias y antioxidantes que pueden ayudar a reducir daños causados por el estrés oxidativo y la inflamación en el cuero cabelludo, factores que a menudo contribuyen a la pérdida de cabello.